# Dús király madara
A Dús király madara 1988-ban bemutatott magyar televíziós bábfilm, amely Arany László népmesegyűjtése alapján készült. A bábfilmet Balogh Géza írta és rendezte, a zenéjét Hidas Frigyes szerezte, a Magyar Televízió készítette. 
Magyarországon 1988. december 24-én vetítették le a televízióban.

## Cselekmény
Három testvér vág neki a világnak, hogy megszerezzék apjuknak, az öreg királynak az egyetlen írt betegségére: az aranymadarakat. A két idősebb fiú minden mozdítható kincset magával visz, hogy ezek révén szerezze meg a csudálatos madarat. A legkisebb királyfi már üres zsebbel indul útra: így hát az ő fegyvere nem az arany, nem a kincs, hanem bátorsága, találékonysága, mindenek felett pedig hűsége szeretett apja iránt.

## Alkotók
- Arany László meséi nyomán írta és rendezte: Balogh Géza
- Dramaturg: Békés József
- Zenéjét szerezte: Hidas Frigyes
- Vezető operatőr: Abonyi Antal
- Operatőrök: Ágoston Gábor, Erdély György, Tóth Gusztáv
- Hangmérnök: Kapitány György
- Báb- és díszlettervező: Lévai Sándor
- A bábokat készítette: Csisztu Péter, Dely Teréz, Gáspár Ágnes, Kupcsik Gyula, Nemesi János, Pap Judit, Piller István, Schiller Ferenc, Whitmann Ede
- Építész: Polgár Béla
- Berendező: Szirom Erzsébet
- Fővilágosító: Tréfás Imre
- Műszaki vezető: Pesta József
- Képmérnök: Szenczi Ferencné
- Képvágó: Ágoston József
- Rögzítésvezető: Istók Sándor
- Technikai rendező: Sebestyén Sándor
- Rendezőasszisztens: Bende Attila
- Felvételvezető: Duronelli Györgyi
- Gyártásvezető: Koncsik László

Készítette a Magyar Televízió

## Szereplők
- A beteg király: Gruber Hugó
- A legidősebb fia: Czipott Gábor
- A középső fia: Mult István
- A legkisebb fia: Gazdag László
- A róka: Gyurkó Henrik
- Dús király: Pataky Imre
- Szomszéd király: Dörögdy Miklós
- A király kisasszony: Kovács Mariann
- A háromfejű sárkány: Blasek Gyöngyi, Csajághy Béla, Erdős István, Joshi Bharat, Kalmár Éva, Varanyi Lajos

Továbbá: Bognár Péter, Csepeli Péter, Cser Tamás, Domonkos Béla, Giovannini Kornél, Knapcsik József, Kosztolányi Kázmér, Miklóssy Dezső, Németh Tibor, Román Kati